# Thaumasia annulipes
Thaumasia annulipes is een spinnensoort in de taxonomische indeling van de kraamwebspinnen (Pisauridae).
Het dier behoort tot het geslacht Thaumasia. De wetenschappelijke naam van de soort werd voor het eerst geldig gepubliceerd in 1903 door Frederick Octavius Pickard-Cambridge.